# (14500) Kibo
(14500) Kibo est un astéroïde de la ceinture principale.

## Description
(14500) Kibo est un astéroïde de la ceinture principale. Il fut découvert le 27 novembre 1995 à Ōizumi par Takao Kobayashi. Il présente une orbite caractérisée par un demi-grand axe de 2,23 UA, une excentricité de 0,10 et une inclinaison de 3,8° par rapport à l'écliptique.

## Nom
- Kibo, veut dire désir ou espoir en langue japonaise.

## Compléments